# Département Yonne
Das Département de l’Yonne [jɔn] ist das französische Département mit der Ordnungsnummer 89. Es liegt im Nordosten des Landes in der Region Bourgogne-Franche-Comté und ist nach dem Fluss Yonne benannt. Die Einwohner werden Icaunais genannt, nach dem gallischen Namen für Yonne.

## Geographie
Das Département Yonne grenzt im Nordosten an das Département Aube, im Osten an das Département Côte-d’Or, im Süden an das Département Nièvre, im Westen an das Département Loiret und im Nordwesten an das Département Seine-et-Marne.
Das Département liegt auf dem alten Weg vom Seine- über das Rhônebecken bis zum Mittelmeer. Das Land ist meist eben, im südlichen Teil umfasst es Ausläufer des Morvangebirges, im nördlichen Teil waldige Hügelketten. Das Département wird in nördlicher Richtung von der Yonne durchflossen.

## Geschichte

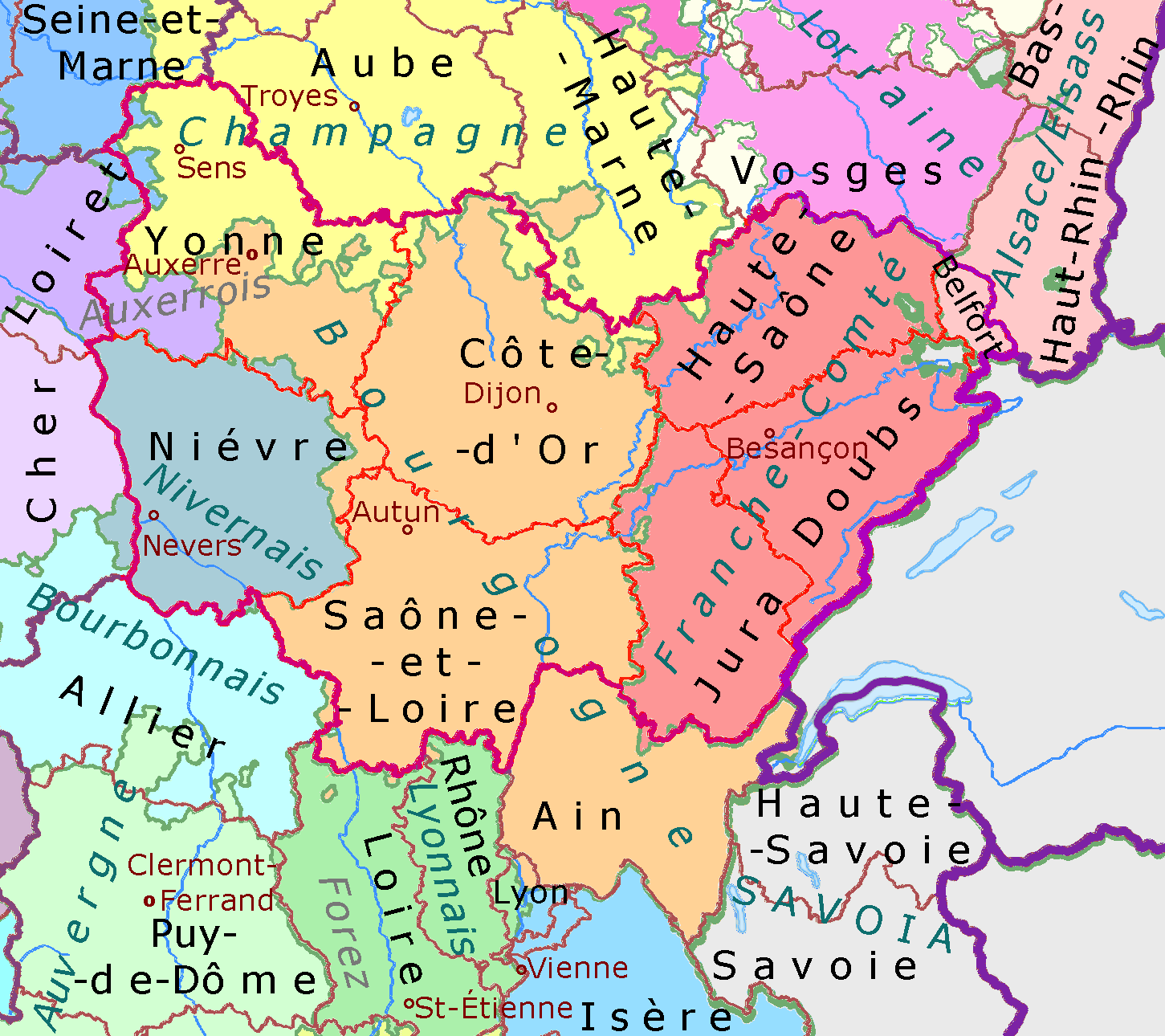
Département Yonne in der Region Bourgogne-Franche-Comté vor dem Hintergrund der Provinzen des Ancien Régime

Das Département wurde in der Französischen Revolution am 4. März 1790 in Anwendung des Gesetzes vom 22. Dezember 1789 geschaffen. Es umfasst den nordwestlichen Teil von Burgund (Avallonais und Auxerrois), den südwestlichen Teil der Champagne (Sénonais) und ein Stück des südöstlichen Teils des Orléanais (Puisaye und Gâtinais).
Von 1960 bis 2015 gehörte das Département zur Region Burgund, die 2016 in der Region Bourgogne-Franche-Comté aufging.

## Städte
Die bevölkerungsreichsten Gemeinden des Départements Yonne sind:
| Stadt                  | Einwohner (2022) | Arrondissement |
| ---------------------- | ---------------- | -------------- |
| Auxerre                | 35.236           | Auxerre        |
| Sens                   | 27.275           | Sens           |
| Joigny                 | 9.055            | Auxerre        |
| Migennes               | 6.878            | Auxerre        |
| Avallon                | 6.346            | Avallon        |
| Villeneuve-sur-Yonne   | 5.130            | Sens           |
| Charny Orée de Puisaye | 4.854            | Auxerre        |
| Paron                  | 4.855            | Sens           |
| Tonnerre               | 4.268            | Avallon        |
| Saint-Florentin        | 4.230            | Auxerre        |

## Verwaltungsgliederung
Das Département Yonne gliedert sich in 3 Arrondissements, 21 Kantone und 423 Gemeinden:
| Arrondissement    | Kantone | Gemeinden | Einwohner 1. Januar 2022 | Fläche km² | Dichte Einw./km² | Code INSEE |
| ----------------- | ------- | --------- | ------------------------ | ---------- | ---------------- | ---------- |
| Auxerre           | 11      | 170       | 161.906                  | 3.462,08   | 47               | 891        |
| Avallon           | 4       | 135       | 40.669                   | 2.064,50   | 20               | 892        |
| Sens              | 10      | 118       | 131.321                  | 1.886,49   | 70               | 893        |
| Département Yonne | 21      | 423       | 333.896                  | 7.413,07   | 45               | 89         |

Siehe auch:

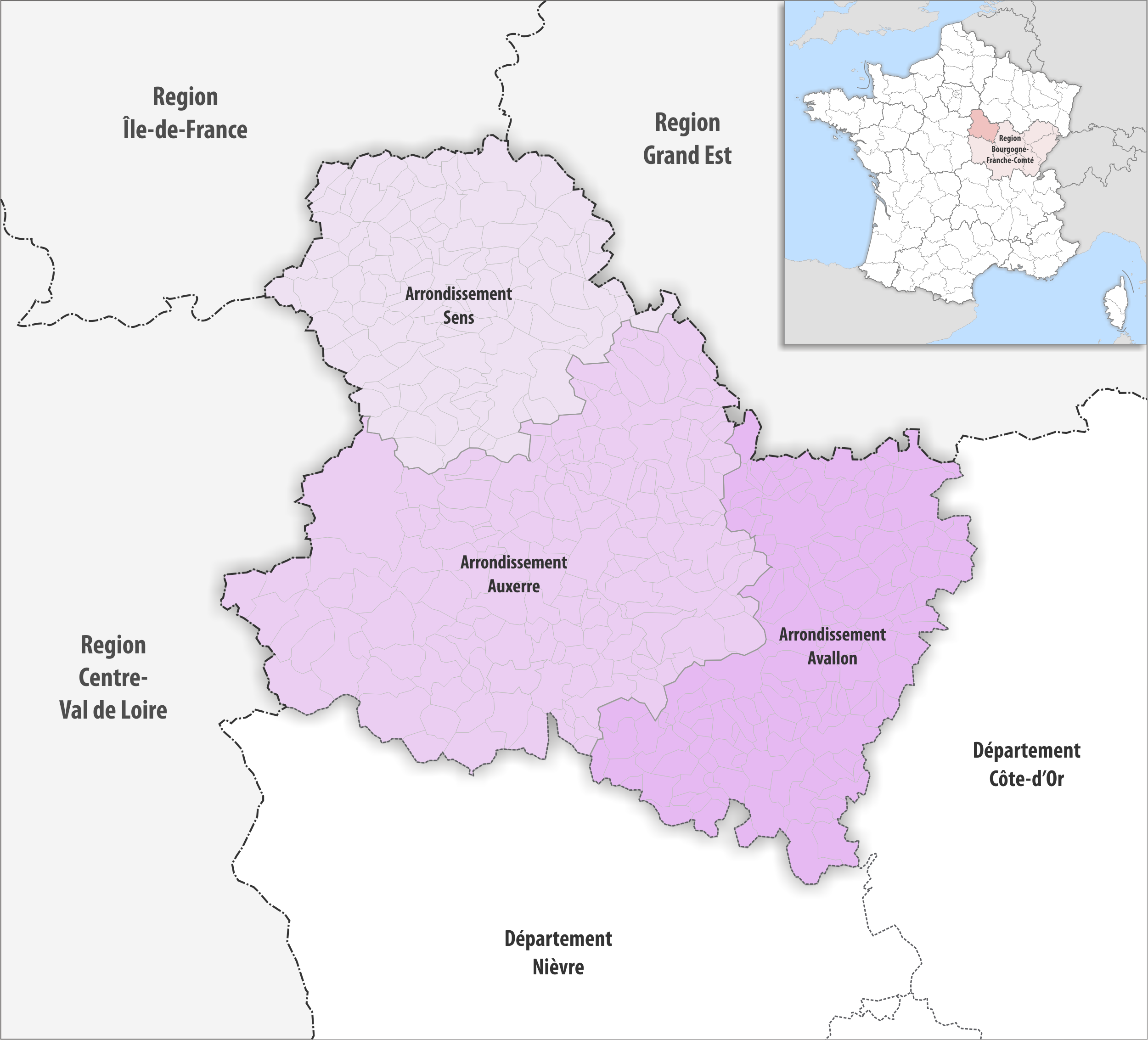
Gemeinden und Arrondissemente im Département Yonne

- Liste der Gemeinden im Département Yonne
- Liste der Kantone im Département Yonne
- Liste der Gemeindeverbände im Département Yonne